# Marco Cornaro (doża)

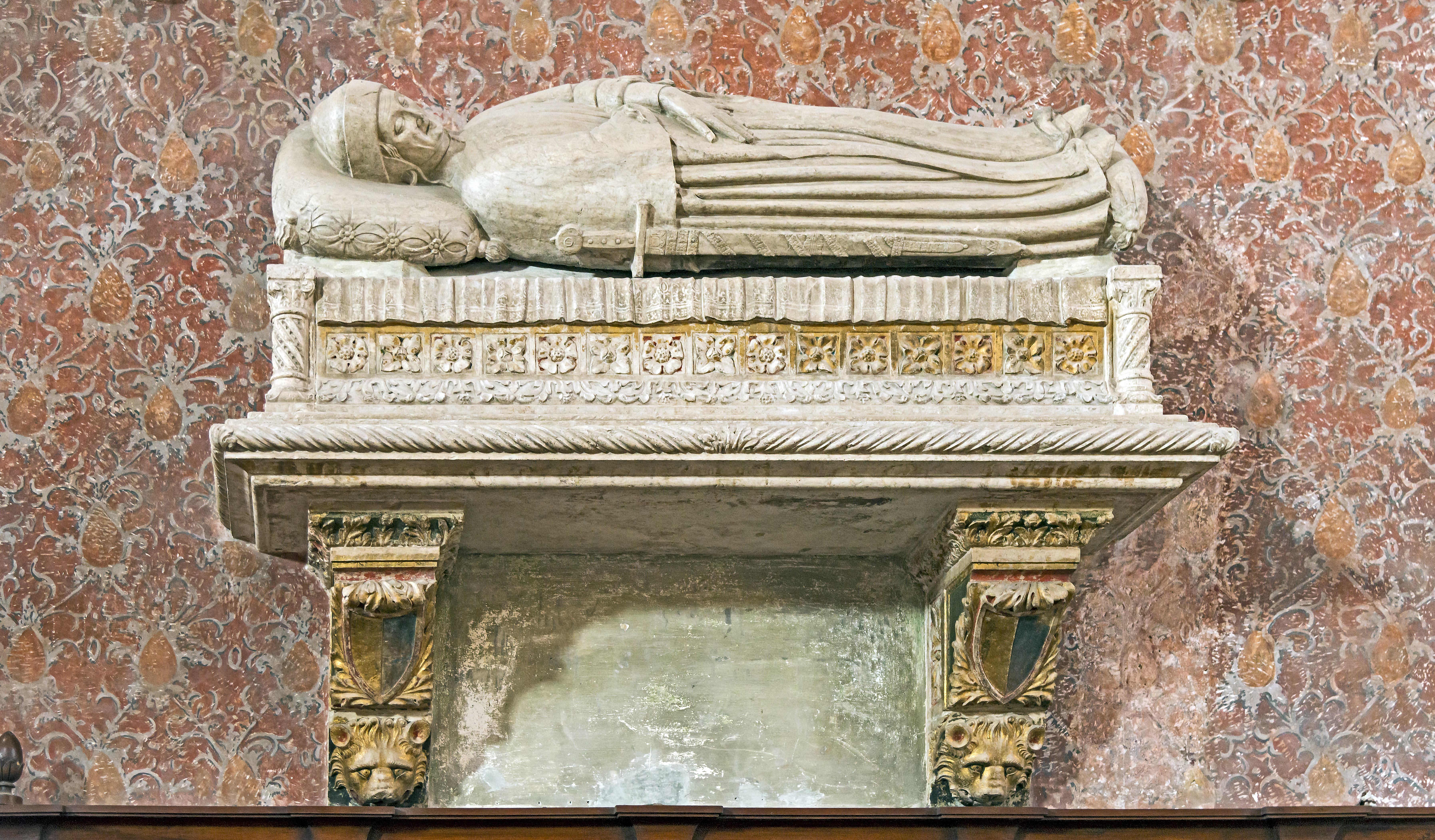
Grobowiec doży w kościele San Zanipolo

Marco Cornaro lub Marco Corner (ur. 1285 zm. 1368) – doża Wenecji od 1365 do 1368.